# Miss Finsko

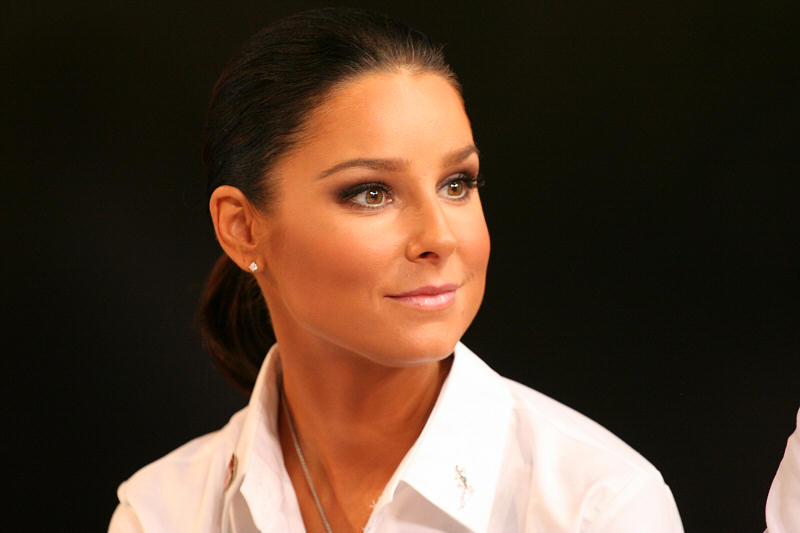
Karita Tuomola, Miss Finsko roku 1997

Miss Finsko (finsky Miss Suomi) je soutěž krásy pořádaná ve Finsku od roku 1931. Soutěž se koná jedenkrát ročně a vítězky reprezentují Finsko v dalších soutěžích krásy jako např. Miss World nebo Miss Universe. Během druhé světové války byla soutěž zrušena. V roce 2011 abdikovala tehdejší Miss Pia Pakarinen a pořadí vítězek se posunulo. Poslední vítězkou, Miss 2012, je Sara Chafak.

## Přehled vítězek
| Rok  | Vítězka                   | I. vicemiss               | II. vicemiss                    |
| ---- | ------------------------- | ------------------------- | ------------------------------- |
| 2012 | Sara Chafak               | Sabina Särkkä             | Viivi Suominen                  |
| 2011 | Pia Pakarinen Sara Sieppi | Sara Sieppi Niina Lavonen | Niina Lavonen nevyhlášena       |
| 2010 | Viivi Pumpanen            | Anne Nurminen             | Susanna Turja                   |
| 2009 | Essi Pöysti               | Elsi Suolanen             | Linda Wikstedt                  |
| 2008 | Satu Tuomisto             | Susanna Mustajarvi        | Janna Tannilla                  |
| 2007 | Noora Hautakangas         | Jenni Laaksola            | Joanna Väre                     |
| 2006 | Ninni Laaksonen           | Sini Vahela               | Karoliina Yläjoki               |
| 2005 | Hanna Ek                  | Elina Nurmi               | Susanna Laine                   |
| 2004 | Mira Salo                 | Krista Järvinen           | Henna Ylilauri                  |
| 2003 | Anna Strömberg            | Piritta Hannula           | Suvi Hartlin                    |
| 2002 | Janette Broman            | Kaisa Jaako               | Katariina Kulve                 |
| 2001 | Heidi Willman             | Susanna Tervaniemi        | Hanna Pajulammi                 |
| 2000 | Suvi Miinala              | Jenni Dahlman             | Kati Nirkko                     |
| 1999 | Vanessa Forsman           | Minna Lehtinen            | Saija Palin                     |
| 1998 | Jonna Kauppila            | Mandi Malek               | Piia Hartikainen                |
| 1997 | Karita Tuomola            | Taija Jurmu               | Maria Hietanen (Maria Drockila) |
| 1996 | Lola Odusoga              | Anitra Ahtola             | Ulrika Wester                   |
| 1995 | Heli Pirhonen             | Miia Puoskari             | Susanne Tasa (Carmen Mäkinen)   |
| 1994 | Henna Meriläinen          | Petra von Hellens         | Marja Vuoristo                  |
| 1993 | Tarja Smura               | Emilia Söderman           | Arlene Kotala                   |
| 1992 | Kirsi Syrjänen            | Kirsi-Maria Ketola        | Tiina Salmesvirta               |
| 1991 | Tanja Vienonen            | Nina Autio                | Päivi Hytinkoski                |
| 1990 | Tiina Vierto              | Anu Yli-Mäenpää           | Nina Björkfelt                  |
| 1989 | Åsa Lövdahl               | Minna Kittilä             | Tuija Junnila                   |
| 1988 | Nina Björnström           | Minna Rinnetmäki          | Sari Pääkkönen                  |
| 1987 | Outi Tanhuanpää           | Niina Kärkkäinen          | Tarja Musikka                   |
| 1986 | Tuula Polvi               | Maarit Salomäki           | Saila Saarinen                  |
| 1985 | Marja Kinnunen            | Elisa Yliniemi            | Marjukka Tontti                 |
| 1984 | Anna-Liisa Tilus          | Tiina Laine               | Tiina Hyvärinen                 |
| 1983 | Nina Rekola               | Marita Pekkala            | Niina Kesäniemi                 |
| 1982 | Sari Aspholm              | Tarja Hakakoski           | Aino Summa                      |
| 1981 | Merja Varvikko            | Eija Korolainen           | Pia Nurminen                    |
| 1980 | Sirpa Viljamaa            | Marja-Leena Palo          | Anne-Marie Tarhia               |
| 1979 | Päivi Uitto               | Tuire Pentikäinen         | Käte Nyberg                     |
| 1978 | Seija Paakkola            | Tii Heilimo               | Eija Laaksonen                  |
| 1977 | Armi Aavikko              | Maarit Ryhänen            | Marianne Åström                 |
| 1976 | Suvi Lukkarinen           | Riitta Väisänen           | Maarit Leso                     |
| 1975 | Anne Pohtamo              | Merja Tammi               | Eeva Mannerberg                 |
| 1974 | Johanna Raunio            | Talvikki Ekman            | Leena Vainio                    |
| 1973 | Raija Stark               | Seija Mäkinen             | Marita Smeds                    |
| 1972 | Maj-Len Eriksson          | Tarja Leskinen            | Anneli Björkling                |
| 1971 | Pirjo Laitila             | Eila Kivistö              | Mirja Halme                     |
| 1970 | Ursula Rainio             | Hannele Hamara            | Hannele Halme                   |
| 1969 | Harriet Eriksson          | Päivi Raita               | Crista Oinonen                  |
| 1968 | Leena Brusiin             | Sirpa Wilkman             | Leena Sipilä                    |
| 1967 | Ritva Lehto               | Satu Kostiainen           | Hedy Rännäri                    |
| 1966 | Satu Östring              | Marita Gellman            | Terttu Ronkainen                |
| 1965 | Virpi Miettinen           | Raija Salminen            | Esti Åstring                    |
| 1964 | Sirpa Suosmaa             | Sirpa Wallenius           | Maila Östring                   |
| 1963 | Marja-Liisa Ståhlberg     | Riitta Kautiainen         | Anneli Rantala                  |
| 1962 | Kaarina Leskinen          | Aulikki Järvinen          | Eeva Malinen                    |
| 1961 | Ritva Wächter             | Ann-Mari Nygård           | Marja Ryönä                     |
| 1960 | Heli Heiskala             | Tarja Nurmi               | Maija-Leena Manninen            |
| 1959 | Tarja Nurmi               | Margit Jaatinen           | Else-Maj Petham                 |
| 1958 | Pirkko Mannola            | Eva-Maija Sariola         | Anja Hatakka                    |
| 1957 | Marita Lindahl            | Airi Ikävalko             | Saara Turunen                   |
| 1956 | Sirpa Koivu               | Raija Kunnasmaa           | Irmeli Sipilä                   |
| 1955 | Inga-Britt Söderberg      | Mirva Arvinen             | Anni Helenius                   |
| 1954 | Yvonne de Bruyn           | Liisa Hokkanen            | Leni Katajakoski                |
| 1953 | Maija-Riitta Tuomaala     | Airi Uitto                | Inger Sandvik                   |
| 1952 | Eva Hellas                | Kyllikki Koskihalme       |                                 |
| 1951 | Hilkka Ruuska             |                           |                                 |
| 1950 | Hilkka Ruuska             |                           |                                 |
| 1949 | Terttu Nyman              |                           |                                 |
| 1948 | Terttu Nyman              |                           |                                 |
| 1947 | Anna-Liisa Leppänen       |                           |                                 |
| 1946 | Anja Kola                 | Kirsti Sammalisto         |                                 |
| 1945 | Irja Alho                 | Ulla Pihl                 |                                 |
| 1938 | Sirkka Salonen            | Berta Barsk               |                                 |
| 1937 | Margareta Huldin          | Britta Wikström           |                                 |
| 1936 | Irma Streng               | Rita Molander             |                                 |
| 1935 | Terttu Lyytikäinen        | Eeva Sihvonen             |                                 |
| 1934 | Anna-Lisa Fahler          | Karin Romantschuk         |                                 |
| 1933 | Ester Toivonen            | Madeleine Lindebäck       |                                 |
| 1932 | Maija Nissinen            |                           |                                 |
| 1931 | Ranghild Nyholm           |                           |                                 |